# Erlen-Krempling
Der Erlen-Krempling (Paxillus rubicundulus) ist eine Pilzart aus der Familie der Kremplingsverwandten (Paxillaceae). Trotz des lamellenförmigen Hymenophors zählt er zu den Dickröhrlingsartigen (Boletales). Die Art wächst unter Grau- und Schwarz-Erlen.
Nach neueren Erkenntnissen handelt es sich beim Erlen-Krempling um eine Sammelart.

## Merkmale
Der Erlen-Krempling bildet meist mittelgroße, in Hut und Stiel gegliederte Fruchtkörper, der Stiel steht meist zentral, selten etwas exzentrisch. Der 3–10 cm breite Hut ist jung konvex, wird im Laufe des Wachstums flacher und besitzt bei alten Exemplaren meist eine deutlich trichterartig vertiefte Mitte und einem welligen Rand. Der Hut ist olivgelb, gelb- bis goldbraun gefärbt, die Hutfarben sind leuchtender als beim verwandten Kahlen Krempling. Die Hutoberfläche ist feinfilzig, sie wird später glatt und mit der Zeit rötlichbraun rissig-schuppig, besonders der Randbereich wirkt dann geflammt. Der Hutrand ist bei älteren Exemplaren kaum eingebogen, er ist dann dünn und scharf. Die teilweise gegabelten Lamellen laufen weit am Stiel herab, sie sind lebhaft gelb gefärbt, wobei sich die Farbe im Laufe der Fruchtkörperreifung von creme- über gold- nach olivgelb ändert. Auf Druck verfärben sie sich langsam rotbraun. Der Stiel wird 2–6 cm lang und 0,5 bis 2 cm stark, er kann sehr kurz und zylindrisch bis konisch geformt sein, zur Basis hin läuft er meist spitz zu. Er ist hellgelb gefärbt, auch das Fleisch ist hellgelb oder holzfarben, es verändert sich nach Anschneiden nur wenig. Wichtigste Unterscheidungsmerkmale zum Kahlen Krempling sind die Mykorrhiza-Partner, die Tatsache, dass auf Druck rotbraune (statt dunkelbraune) Flecken entstehen, sowie unterschiedlich große Sporen.

## Ökologie
Der Erlen-Krempling ist ein Mykorrhizapilz, der in Mitteleuropa mit der Schwarz-Erle und der Grau-Erle in Symbiose lebt, von Gröger wird die Grün-Erle explizit als Symbiose-Partner ausgeschlossen. Der Erlen-Krempling wächst in Erlen-Feldulmen-Auwäldern und Erlen-Bruchwäldern, seltener in anderen Waldtypen, in Mooren, an Straßenränder, Dämmen und Bachufern. Er ist nicht auf einen bestimmten pH-Wert des Bodens festgelegt, hat aber einen hohen Feuchtigkeitsbedarf und kommt nicht auf trockenen Flächen vor. Seine Fruchtkörper erscheinen in den Sommer- und Herbstmonaten.

## Verbreitung
Der Erlen-Krempling kommt in Europa vor, außerhalb Europas ist er nur aus Japan bekannt. In Europa kommt der Erlen-Krempling vom Süden bis an die Nordgrenze der Nadelwaldzone vor. In Deutschland ist er im Süden häufiger als im Norden. Die Art ist nicht gefährdet, auch wenn durch Meliorationsmaßnahmen Standorte verloren gehen.

## Bedeutung
Der Erlen-Krempling ist giftverdächtig.

## Systematik
Anhand genetischer Untersuchungen wurde der Erlen-Krempling in drei Arten aufgespalten: Paxillus adelphus, Paxillus olivellus und Paxillus rubicundulus s. str. Letztere ist dabei die seltenste Art und bisher erst von wenigen Funden bekannt. Die drei Arten unterscheiden sich unter anderem anhand von Hutoberfläche und Statur, sind aber teilweise nur mikroskopisch zu unterscheiden.